# Little Red Rooster/Off the Hook
Little Red Rooster/Off the Hook è il quinto singolo dei The Rolling Stones, pubblicato nel Regno Unito nel 1964. Little Red Rooster non venne pubblicata come singolo negli Stati Uniti, ma fu inclusa nell'album The Rolling Stones, Now! del 1965.

## Tracce
Lato A
1. Little Red Rooster – 3:01 (Willie Dixon)

Lato B
1. Off the Hook – 2:31 (Phelge Nanker)

## I brani
Little Red Rooster
A seguito del successo della versione del brano fatta da Sam Cooke, i Rolling Stones registrarono la loro versione del brano nel 1964. La seduta d'incisione ebbe luogo ai Chess Studios di Chicago, gli stessi studi dove Howlin' Wolf, Muddy Waters, Little Walter e altri registrarono i loro classici blues (il brano strumentale dei Rolling Stones intitolato 2120 South Michigan Avenue fu così chiamato proprio in onore all'indirizzo dello studio).

## Accoglienza
Pubblicato nel novembre del 1964, il singolo raggiunse la prima posizione in classifica nel Regno Unito il 5 dicembre dello stesso anno. Fu la prima ed unica volta che una canzone blues raggiunse la vetta della classifica dei singoli in Gran Bretagna.